# Jean-Louis Bernezat
Jean-Louis Bernezat né en 1936 à Valence (Drôme) en France est un explorateur, et guide saharien. Il est l'auteur de guides et d'ouvrages sur le Sahara.

## Parcours
Fils de Paul Bernezat, directeur et professeur de l’École d'Art de Valence, Jean-Louis Bernezat commence sa carrière comme guide de haute montagne dans les Alpes en 1961.
Après de nombreuses courses dans les Alpes et en Alaska, il découvre le désert en 1967 en allant grimper dans le massif du Hoggar en Algérie. Dès lors son intérêt se focalise sur le désert et il multiplie les méharées et les randonnées chamelières,
En 1969 il crée avec sa femme Odette - elle aussi alpiniste - l'agence Hommes et Montagnes grâce à laquelle il va faire partager à de nombreux amateurs son goût pour le désert : il organise la découverte du Sahara en transposant le modèle des guides de haute montagne au désert saharien.

### Principales courses

#### Dans les Alpes
- Première ascension du Mont-Aiguille, voie des Étudiants, avec JC Lassalle, en 1960[4]
- Première ascension face nord Pointe Adolphe Rey, avec P Revilliod, M Riboud, J Robbe, en 1962
- Première ascension paroi du Gerbier dans le Massif du Vercors, avec Jean-Pierre Rouzies, en 1967
- Ouverture d'une voie à la Grande Fourche (années 1970)[réf. nécessaire]

#### En Alaska
- Première ascension du Mount Huntington avec une expédition dirigée par Lionel Terray, en 1964[5]
- Denali, Mont Mac Kinley avec O Bernezat, en 1983

#### EnAlgérie
- Tamanrasset - Djanet (600 km) , une première traversée réussie en 1974.
- Tamanrasset-Salines de l’Amadror (600 km). première reconnaissance en 1975.
- Traversée Est-Ouest des dunes du Grand Erg Occidental, d’El Golea à Beni Abbes (30 jours), en 1992.
- Traversée (méharée) de l’Ahnet et de l’Immidir.en 2003
- Traversée Nord-Sud du Sahara à dos de chameau, d'El Abiodh Sidi Cheik à Agades (Niger) en 1988 - (3 000 km en 3 mois)

#### EnLibye
- Première traversée de l'égédé de Mourzouk en 1999. Il est désigné par les chameliers pour conduire la traversée[1]
- Première traversée de l'égédé d'Oubari du puits de Takioumet à l'oasis d'El Gorda en 2000

#### Au Niger
- Traversée des montagnes de l’Aïr aux salines de Fachi et de Bilma à travers la Ténéré (Méharée 480 km) en 2001.

#### En Tunisie
- Grand erg oriental - Traversée d'Aouinet Rajah (Nefzaoua) à Bir Aouinel/el Borma en 1995
- Grand erg oriental - Traversée complète du Nord au Sud, de Nefta à Bordj el Khadra en 1995 (34 jours)

### Contributions scientifiques (préhistoire)
Découverte de sites paléolithiques et néolithiques, et d'abris ornés de peintures néolithiques dans les différentes régions du Sahara central algérien.
- Participation aux deux premières missions franco-algériennes (CNRS et CNRPAH) sur l’étude de datation directe des peintures néolithiques du Sahara algérien. (2008; 2009).
- Découverte de sites d'art rupestre qui feront l'objet d'étude : site de Wazen[6] Tefedest[7], ,
- Découverte d'une peinture du fourmilier Orycteropus afer (voir Bibliographie, Article)
- Contribution au travail de JL Le Quellec (Cnrs, CEMAf, UMR 8171)[8]

### Livres
- Guide des déserts. Une vie au Sahara  -  Éditions Guérin, 2009. Grand Prix du salon international du Livre de Montagne (Passy, Haute Savoie), Prix René Desmaison
- Tunisie. Le Grand erg oriental  -  Éditions Non-Lieu, 2007
- Immidir, une tassili oubliée  -  Éditions Glénat, 2004.
- La caravane - Éditions Glénat, 1991

### Articles
- Préface des Carnets sahariens de Roger Frison-Roche - avec Odette Bernezat - Arthaud 2009  (ISBN 2700303199)
- Peinture du fourmilier Orycteropus afer : IKOSIM Association Algérienne pour la Sauvegarde et la Promotion du Patrimoine Archéologique., no  3, 2014, p.  169-170  (ISSN 2170-1016)
- Déserts du monde, rédaction des chapitres Egede de Mourzouk et Tasili-n-Immidir, sous la direction d'Eve Sivadjian. Édition GEO/Solar 2002  (ISBN 2263033246)

### Documentaires et témoignages
- Rendez-vous nomade - Le chemin d'Odette et Jean-Louis Bernezat, - Documentaire de Maryse Bergonzat, 70 min - Coproduction ARTE/SZ production - 2006
- Les Bernouzes - L’œil et le cœur, - Documentaire de Séverine Gauci et Philippe Pion, 94 min - Production Seven Doc - 2018